# Odorrana wuchuanensis
Odorrana wuchuanensis es una especie de anfibio anuro de la familia Ranidae.

## Distribución geográfica
Esta especie es endémica de la ciudad-condado de Wuchuan en la provincia de Guizhou, República Popular China. Habita en una cueva de Baicun a unos 700 m de altitud.

## Etimología
Su nombre de especie, compuesto de wuchuan y el sufijo latín -ensis, significa "que vive en, que habita", y le fue dado en referencia al lugar de su descubrimiento, la ciudad-condado de Wuchuan.

## Publicación original
- Wu, Xu, Dong, Li & Liu, 1983 : A new species of Rana and records of amphibians from Guizhou Province. Acta Zoologica Sinica, vol. 29, n.º 1, p. 66-70.[5]